# Franklin Sumner Earle
Franklin Sumner Earle (4 de septiembre de 1856 – 31 de enero de 1929 ) fue un agrónomo y micólogo estadounidense . Fue el primer micólogo en trabajar en el Jardín Botánico de Nueva York.

## Biografía
Era hijo de Parker Earle y de Melanie Tracy. Estudia en la Universidad de Illinois, donde se especializa en setas. Prepara con Thomas J. Burrill (1839-1916), The Erysiphaceae of Illinois.
Se casa en 1886 con Susan B. Skeham, teniendo dos hijos.
Autor de The Genera of North American Gill Fungi.
A partir de 1894 trabaja en la Estación Experimental Agrícola de Misisipi. Publica con Samuel M. Tracy (1847-1920), Mississippi Fungi (1895). De 1895 a 1896, será asistente a cargo del Herbario micológico del Ministerio de Agricultura de EE. UU. En 1896, es responsable de Horticultura en la Estación Experimental Agrícola dependiente de la Escuela de Agricultura de Alabama. Paralelamente, enseña Biología en el Instituto Politécnico de ese Estado. También ese año, vuelve a casarse con Esther J. Skehan. Con Lucien M. Underwood (1853-1907), publican en 1897 una Preliminary List of Alabama Fungi.
Apenas obtenido en 1902 su M.Sc. en el Instituto Politécnico, será curador asistente a cargo de las colecciones micológicas del Jardín Botánico de Nueva York. Viaja a Cuba y a Jamaica para completar las colecciones. El USDA le encarga, en 1903, investigaciones en Puerto Rico.
De 1904 a 1906, dirige la Estación Central Agronómica de Cuba. Publica en 1907, Southern Agriculture. De 1908 a 1911, será consejero en Agronomía en la Comisión Azucarera cubano-estadounidense. En 1918, es comisionado a Puerto Rico por el USDA para estudiar las pérdidas agrícolas causadas por una enfermedad fúngica que ataca la caña de azúcar. Permanece en la isla y ocupará, de 1919 a 1921 una función de experto bajo el gobierno. De 1923 a 1924, dirige la Comisión Azucarera cubana, y para, de 1924 a 1929, la Fundación de estudios de la flora tropical.

## Algunas publicaciones
- 1897. Some fungi imperfecti from Alabama. Bull. of the Torrey Botanical Club 24: 28-32.

- 1898. New or noteworthy Alabama fungi. Bull. of the Torrey Botanical Club 25: 359-368.

- 1900. Diseases of cotton. Bull. of the Alabama Agricultural Experiment Station Auburn 107: 289-[309].

- 1901. List of Alabama fungi. Contributions from the US National Herbarium 6: 148-263.

- 1901. Some fungi from Porto Rico. Muhlenbergia 1: 10-17.

- 1902. Mycological studies. I. Bull. of the New York Botanical Garden 2: 331-350.

- 1903. West Indian Bulletin 4: 1.

- 1904. New tropical fungi mostly from Puerto Rico. Bull. of the New York Botanical Garden 3: 301-312.

- 1904. Report on observations in Puerto Rico. Report. Porto Rico Insular Agricultural Experiment Station, Río Piedras 1903: 454-468.

- 1904, publ. 1905. Mycological studies II. Bull. of the New York Botanical Garden 3 (11): 289-312.

- 1909. The genera of North American gill fungi. Bull. of the New York Botanical Garden 5 (18): 373-451.

- 1920. Annual report of the expert in cane diseases. Ann. Rpt. Insular Exp. Sta. P.R. 1919-20: 67-68.

- 1920. The cultivation of citrus fruts in Puerto Rico. Circular. Porto Rico Agricultural Experiment Station, Insular Station, Río Piedras 28: 3-20.

- 1920. Sugar cane root disease. J. of the Department of Agriculture, Porto Rico 4: 1-27.

- 1921. Annual report of the expert in cane diseases. Ann. Rpt. Insular Exp. Sta. P.R. 1920-21: 59-62.

- 1923. Sugar cane root diseases. A neglected enemy of cane and ways of controlling it. Facts about Sugar 16: 314.

- 1927. Sugar cane and its culture. Facts about Sugar 22: 698-702, 722-725.

- Con Tracy, S.M. 1895. Mississippi fungi. Bull. Mississippi Agricultural and Mechanical College Experiment Station 34: 80-124.

- Con Tracy, S.M. 1896. New species of fungi from Mississippi. Bull. of the Torrey Botanical Club 23: 205-211.

- Con Tracy, S.M. 1901. Some new fungi. Bull. of the Torrey Botanical Club 28 (3): 184-188.

- Con Underwood, L.M. 1896. Notes on the pine-inhabiting species of Peridermium. Bull. of the Torrey Botanical Club 23: 400-405.

- Con Underwood, L.M. 1897. A preliminary list of Alabama fungi. Bull. of the Alabama Agricultural Experiment Station 80: 111-284.

## Honores

### Eponimia
- Earlea Arthur 1906 (=Phragmidium)

- Earliella Murrill 1905

- Cyathus earlei Lloyd 1906

- Russula earlei Peck 1903
- La abreviatura «Earle » se emplea para indicar a Franklin Sumner Earle como autoridad en la descripción y clasificación científica de los vegetales.[1]